# Гарсия, Андрес
Андре́с Гарси́я (исп. Andrés García; 24 мая 1941, Санто-Доминго — 4 апреля 2023, Акапулько, Герреро, Мексика) — мексиканский актёр, рождённый в Доминиканской республике.

## Биография
Родился 24 мая 1941 года и вырос в Санто-Доминго, Ла-Вега, Доминиканская Республика, в семье военного лётчика Андреса Гарсия Салле, который эмигрировал в Доминиканскую республику в годы Гражданской войны в Испании, благодаря Рафаэлю Трухильо, который предоставил убежище родителям будущего актёра. После некоторого времени пребывания в Доминиканской республике, связанного со сменой власти и установлением авторитарного режима, родители вместе с будущим актёром вновь эмигрировали, на сей раз в Мексику и посвятили этой стране всю оставшуюся жизнь. Дебютировал в 1965 году в американском телесериале «Я — шпион», после чего снимался с переменным успехом то в Мексике, то в Венесуэле, то и в некоторых латиноамериканских странах, США и европейских странах. На счету актёра 124 работы в кино как в качестве актёра, так и в качестве режиссёра и продюсера. Мировым зрителям актёр запомнился по телесериалам «Никто кроме тебя» (Мексика) в роли Антонио Ломбардо и «Запретная женщина» (Венесуэла) в роли Хермана Гальярдо.
Скончался 4 апреля 2023 года в возрасте 81 года в Акапулько от цирроза печени.

## Личная жизнь
Андрес Гарсия трижды был в браке, и имел 16 детей, из которых только три пошли по стопам отца — Андрес-младший и Леонардо Гарсия, дочь Андреа Гарсия стала актрисой и телеведущей.

## Фильмография

### В качестве актёра

#### Мексика

##### Телесериалы

###### Свыше 2-х сезонов
- 2007-09 — Пантера (3 сезона) — Рубио Барриос.

###### Televisa
- 1971 — Свадебная фата
- 1972 — Близнецы — Леонардо Лобо.
- 1972 — Колесница — лейтенант Аскарате.
- 1973 — Небесная Ана — Хорхе.
- 1975 — Палома — Даниэль.
- 1985 — Никто кроме тебя — Антонио Ломбардо.
- 1996 — Со всей душой — Эктор Линарес.
- 1998-99 — Привилегия любить — Андрес Дюваль.
- 1999-2000 — Обманутые женщины — Хавьер Дуарте.

##### Фильмы
- 1968 — Девушки, девушки, девушки
- 1968 — Дом зла (совм. с США) — Беасли.
- 1969 — Дьявольское соглашение
- 1970 — Рай — Лауро.
- 1970 — Циник — Рохелио.
- 1973 — Принципиально
- 1973 — Прощай, Нью-Йорк, прощай (совм. с Пуэрто-Рико)
- 1974 — Корона чемпиона
- 1975 — Приключения белого коня и мальчика
- 1978 — Бермудский треугольник (совм. с Италией) — Алан.
- 1978 — Избранник великого духа — Чучилло.
- 1978 — Циклон (совм. с США и Италией)  — Андрес.
- 1979 — Карлос террорист — Карлос.
- 1979 — Полуночные куколки
- 1980 — Всадник смерти
- 1980 — Друг (совм. с Испанией) — Руду.
- 1980 — Танцовщицы кабаре
- 1981 — Секстое чувство — Мигель Анхель Куевас.
- 1983 — Натурщицы
- 1983 — Острый перчик
- 1986 — Возлюбленные повелителя ночи — Аманте де Ампаро.
- 1987 — Отец и ребёнок (совм. с Колумбией) — Карлос.
- 1989 — Поиск смерти

#### Венесуэла

##### Телесериалы телекомпанииVenevicion
- 1991 — Запретная женщина — Херман Гальярдо.

#### Аргентина

##### Телесериалы
- 1988 — Моё имя — смелость — Хуан.

#### США

##### Телесериалы свыше 2-х сезонов
- 1965-68 — Я — шпион — Томас.

##### Телесериалы до 2-х сезонов
- 1990 — Магнат — Гонсало.
- 2005 — Вторая жизнь (совм. с Колумбией и Мексикой) — Педро Хосе Доносио.

##### Телефильмы
- 2002 — Король Техаса — Давис.

##### Фильмы
- 1979 — День убийцы (совм. с Испанией и Мексикой) — Белтрон.
- 1986 — Золотая река (совм. с Мексикой) — Родольфо.
- 1999 — Марионетка — Гандольер.
- 2009 — Побег ради Роксаны — Хавириа.

#### Великобритания

##### Фильмы
- 1977 — Тигровая акула (совм. с Мексикой) — Мигель.

#### Испания

##### Телесериалы свыше 2-х сезонов
- 2002-07 — Центральная больница (20 сезонов) — полицейский.
- 2007-08 — Расскажи мне (19 сезонов) — Виктор Баркеро.

##### Телесериалы до 2-х сезонов
- 2005 — На краю закона
- 2006-07 — Авантюристы (2 сезона) — полицейский#1.
- 2009-10 — Кто-нибудь там есть? (2 сезона)

##### Фильмы
- 1978 — Бермуды: Проклятая бездна (совм. с Мексикой и Италией) — Андрес Монтойя.
- 1978 — Нежнее, дорогой, ещё нежнее (совм. с Мексикой)
- 1979 — Бежавшие из ада (совм. с Италией и Мексикой) — Кармело Сиерра.
- 1979 — Встреча с гуманоидами (совм. с Италией) — Скотт.
- 1982 — Легенда о брарабанщике (совм. с Мексикой) — Хуан Клусса.

#### Италия

##### Телесериалы
- 1997 — Мы — ангелы

### В качестве продюсера

#### Испания
- 1979 — Встреча с гуманоидами (совм. с Италией) (генеральный продюсер)

#### Мексика
- 1996 — Со всей душой (ассоциированный продюсер)

## Награды и премии

### TVyNovelas
| Год  | Категория           | Теленовелла       | Результат |
| ---- | ------------------- | ----------------- | --------- |
| 1986 | Лучшая главная роль | Никто кроме тебя  | Победа    |
| 1999 | Лучшая главная роль | Привилегия любить | ПОБЕДА    |

### Califa de Oro
| Год  | Категория        | Теленовелла       | Результат |
| ---- | ---------------- | ----------------- | --------- |
| 1999 | Лучший результат | Привилегия любить | ПОБЕДА    |

#### Итоги
За одну свою роль Андрес Гарсия получил сразу две премии.